# 正五角台塔
正五角台塔（せいごかくだいとう、Pentagonal cupola）とは、5番目のジョンソンの立体である。

正五角台塔

## 関連図形
| 正五角台塔柱 （底面に正十角柱を追加）                                   | 正五角台塔反柱 （底面に正反十角柱を追加）                              | 同相双五角台塔 （底面同士で同相になるように貼り合わせる） | 異相双五角台塔 （底面同士で36°ずれるように貼り合わせる） |
| 同相五角台塔丸塔 （底面に正五角丸塔を、正五角形が同相になるように追加） | 異相五角台塔丸塔 （底面に正五角丸塔を、正五角形が36°ずれるように追加） | 正四角台塔 （台塔の角の数を減らす）                       | 側台塔切頂十二面体 （底面に切頂十二面体を追加）          |
| 斜方二十・十二面体 （正五角台塔が3つまで取り出せる）                    |                                                                        |                                                           |                                                          |